# Внутрішній супутник
Внутрішній супутник — природний супутник з проградною низько-нахиленою орбітою, що повністю лежить всередині орбіт інших великих супутників батьківської планети. Вони, зазвичай, як вважають, були сформовані in situ, водночас, коли відбулось утворення батьківської планети[джерело не вказане 1215 днів]. Супутники Нептуна є винятком, оскільки вони, ймовірно, переутворились із рештків інших тіл, які були зруйнованих після захоплення великого супутника Тритон. Внутрішні супутники відрізняються від інших регулярних супутників близькістю до батьківської планети, короткими орбітальними періодами (зазвичай, до планетарного дня), малою масою і розміром, неправильною формою.

## Відкриття
За останній час[коли?] відкрито 30 внутрішніх супутників, усі на орбітах навколо чотирьох планет-гігантів (Юпітер, Сатурн, Уран та Нептун). Через їх малий розмір і відблиски від батьківської планети їх дуже важко спостерігати із Землі. Деякі, такі як Пан та Дафніс у Сатурна, і Наяда в Нептуна, спостерігалися лише космічними апаратами.